# 985
| [ Edytuj tabelę ]              |                                                          |
| Książę Polski                  | - 960 Mieszko I 992                                      |
| Król Anglii                    | - 978 Ethelred II Bezradny 1016                          |
| Hrabia Aragonii i król Nawarry | - 970 Sancho II 994                                      |
| Hrabia Barcelony               | - 947 Borrell II 992                                     |
| Książę Bawarii                 | - 982 Henryk III Młodszy 985 - 985 Henryk II Kłótnik 995 |
| Książę Burgundii               | - 965 Odo-Henryk 1002                                    |
| Cesarz Bizancjum               | - 976 Bazyli II Bułgarobójca 1025                        |
| Car Bułgarii                   | - 977 Roman 997 - 976 Samuel Komitopul 1014              |
| Cesarz Chin                    | - 976 Song Taizong 997                                   |
| Książę Czech                   | - 972 Bolesław II Pobożny 999                            |
| Król Danii                     | - 958 Harald Sinozęby 987                                |
| Władca Egiptu                  | - 975 Al-Aziz 996                                        |
| Król Franków zachodnich        | - 954 Lotar 986                                          |
| Król Gruzji                    | - 961 Dawid III 1001                                     |
| Hrabia Holandii                | - 939 Dirk II 988                                        |
| Cesarz Japonii                 | - 984 Kazan 986                                          |
| Kalif                          | - 974 At-Ta’i 991                                        |
| Hrabia Kastylii                | - 970 Garcia I Fernandez 995                             |
| Król Khmerów                   | - 968 Dżajawarman V 1001                                 |
| Wielki książę Kijowa           | - 978 Włodzimierz I Wielki 1015                          |
| Patriarcha Konstantynopola     | - 984 Mikołaj II Chryzoberges 996                        |
| Władca Korei                   | - 981 Sŏngjong 997                                       |
| Król Leónu                     | - 984 Bermudo II 999                                     |
| Król Munsteru                  | - 978 Brian Śmiały 1014                                  |
| Król Norwegii                  | - 974 Harald Sinozęby 987                                |
| Hrabia Palatynatu              | - 945 Hermann Pusillus 994                               |
| Papież                         | - 984 Bonifacy VII 985 - 985 Jan XV 996                  |
| Hrabia Portugalii              | - 950 Gonçalo Mendes 999                                 |
| Książę Saksonii                | - 973 Bernard I 1011                                     |
| Król Szkocji                   | - 971 Kenneth II 995                                     |
| Król Szwecji                   | - 970 Eryk Zwycięski 995                                 |
| Doża Wenecji                   | - 979 Tribuno Memmo 991                                  |
| Książę Węgier                  | - 970 Gejza 997                                          |
| Cesarz Wietnamu                | - 980 Lê Hoàn 1005                                       |

Rok 985 / CMLXXXV
stulecia: IX wiek ~
X wiek ~
XI wiek

lata: 975 «
980 «
981 «
982 «
983 «
984 «
985
» 986
» 987
» 988
» 989
» 990
» 995

## Wydarzenia w Polsce
- Powstanie grodów piastowskich we Wrocławiu, Głogowie i Opolu
- Około 985 roku Mieszko I zajął ziemię krakowską.

## Wydarzenia na świecie
- Na Grenlandii osiedlili się pierwsi przybysze pod wodzą Eryka Rudego z Bredefjord w Islandii. Na wyprawę tę wyruszyło wówczas 25 okrętów, z czego 14 dotarło na miejsce.
- W tym roku - według legendy - Święty Wojciech miał udzielić chrztu Stefanowi I, królowi Węgier

## Zmarli
- 20 lipca - Bonifacy VII, antypapież
- 25 sierpnia - Dytryk, margrabia Marchii Północnej, ojciec Ody (ur. ?)
- data dzienna nieznana :
  - Ramiro III, król Leónu (ur. 961/962)
  - Rygdag, margrabia Miśni (ur. ?)